# Восход (Косихинский район)
Восхо́д — посёлок в Косихинском районе Алтайского края, Россия. Входит в состав Баюновского сельсовета.

## География
Находится возле реки Лосиха.
Расстояние до
- районного центра Косиха 15 км.
- краевого центра Барнаул 40 км.

Уличная сеть
В посёлке 5 улиц: Береговая, Молодежная, Полевая, Центральная и Школьная.
Ближайшие населённые пункты
Малахово 2 км, Украинский 4 км, Луговое 6 км, Баюново 7 км, Жилино 7 км, Пустынь 8 км, Романово 10 км, Баюновские Ключи 10 км, Контошино 14 км, Покровка 15 км, Глушинка 15 км.
Климат
Климат резко континентальный. Средняя температура января минус 20˚С, июля — +21˚С. Абсолютный температурный максимум — +38˚С, абсолютный минимум — минус 52 ˚С. Преобладание в Косихинском районе малооблачной антициклональной погоды обуславливает низкие температуры зимой и достаточно высокие летом. Годовое количество атмосферных осадков — 350—400 мм, примерно половина из них выпадает в течение летних месяцев. Преобладающее направление ветра в течение года — юго-западное с переходом на северо-западное.
Транспорт
В Косихинском районе существует сеть региональных дорог, проходит федеральная трасса «Чуйский тракт» Новосибирск — Барнаул — Горно-Алтайск — граница с Монголией. Регулярно ходят рейсовые междугородние автобусы из районного и краевого центров.

## История
В период массового создания новых форм хозяйствования на заре советской власти была создана коммуна Восход. Дата основания — 1920 год, хозяйств — 2, жителей — 54 человека обоего пола, работала школа.
В посёлке Восход (второе отделение свеклосовхоза «Косихинский») работали и жили три Героя Социалистического Труда:
- Евдокия Федоровна Бабич — рабочая в Косихинском свеклосовхозе.
- Анна Яковлевна Дробот — доярка в совхозе «Косихинский».
- Владимир Николаевич Мерзликин — в 1976 году удостоен звания Героя как передовик советского сельского хозяйства. Представлял партийную организацию Алтайского края на XXVII съезде КПСС.

## Население
| 1997 | 1998 | 1999 | 2000 | 2001 | 2002 | 2003 |
| ---- | ---- | ---- | ---- | ---- | ---- | ---- |
| 245  | ↗265 | ↘246 | →246 | ↘217 | ↗237 | →237 |
| 2004 | 2005 | 2006 | 2007 | 2008 | 2009 | 2010 |
| ↗239 | ↘237 | ↘229 | ↘220 | ↗221 | ↗238 | ↘208 |
| 2011 | 2012 | 2013 |      |      |      |      |
| ↘207 | ↘195 | →195 |      |      |      |      |

## Инфраструктура
В посёлке работает центр «Восход», в котором помогают избавиться от наркотической и алкогольной зависимости. Посёлок входит в перечень местностей Алтайского края, удаленных от сетей связи. Почтовое отделение, обслуживающее жителей посёлка Восход, находится в селе Малахово.